# Едвард Стюрінг
 Едвард Стюрінг (нід. Edward Sturing, нар. 13 червня 1963, Апелдорн) — нідерландський футболіст, що грав на позиції захисника за клуби «Де Графсхап» та «Вітесс», а також національну збірну Нідерландів. По завершенні ігрової кар'єри — тренер.

## Клубна кар'єра
У дорослому футболі дебютував 1982 року виступами за команду клубу «Де Графсхап», в якій провів п'ять сезонів, взявши участь у 136 матчах чемпіонату.  Більшість часу, проведеного у складі «Де Графсхапа», був основним гравцем захисту команди.
1987 року перейшов до клубу «Вітесс», за який відіграв 11 сезонів. Граючи у складі «Вітесса» також здебільшого виходив на поле в основному складі команди. Завершив професійну кар'єру футболіста виступами за команду «Вітесс» у 1998 році.

## Виступи за збірну
1989 року дебютував в офіційних матчах у складі національної збірної Нідерландів. Наступного року провів у її складі ще дві товариські гри, після чого до її лав більше не викликався.

## Кар'єра тренера
Завершенні кар'єру гравця, залишився у «Вітессі», де став одним з тренерів команди. Працював у тренерському штабі «Вітесса» до 2009 року, за чей час тричі (у 1999, 2001–2002 і 2003–2006 роках) був головним тренером команди.
2009 року прийняв пропозицію очолити команду клубу «Волендам», з якою пропрацював протягом сезону. Протягом 2012–2014 років працював у Туреччині, де був асистентом головного тренера у клубах «Генчлербірлігі» і «Кайсері Ерджієсспор».
2014 року повернувся на батьківщину, де знову почав працювати на тренерських посадах у «Вітессі». 2018 року, після відставки Генка Фрейзера з посади очільника тренерського штабу команди, деякий час виконував обов'язки головного тренера основної команди клубу. Влітку того ж 2018 року головним тренером став Леонід Слуцький, а Стюрінг повернувся до роботи помічника головного тренера.
| Дата       | Місто     | Господарі  | Результат | Гості      | Турнір           | Голи | Примітки |
| ---------- | --------- | ---------- | --------- | ---------- | ---------------- | ---- | -------- |
| 20-12-1989 | Роттердам | Нідерланди | 0 – 1     | Бразилія   | товариський матч | -    |          |
| 21-2-1990  | Роттердам | Нідерланди | 0 – 0     | Італія     | товариський матч | -    | 46'      |
| 28-3-1990  | Київ      | СРСР       | 2 – 1     | Нідерланди | товариський матч | -    |          |
| Усього     |           | Матчів     | 3         |            | Голів            | 0    |          |